# The Gold Experience
| Оценки критиков               | Оценки критиков |
| Источник                      | Оценка          |
| ----------------------------- | --------------- |
| AllMusic                      | [ 2 ]           |
| Blender                       | [ 3 ]           |
| Chicago Tribune               | [ 4 ]           |
| Entertainment Weekly          | A−              |
| Los Angeles Times             | [ 6 ]           |
| NME                           | 7/10            |
| Q                             | [ 8 ]           |
| Rolling Stone                 | [ 9 ]           |
| The Rolling Stone Album Guide | [ 10 ]          |
| The Village Voice             | A               |

The Gold Experience — 17-й студийный альбом американского певца и музыканта Принса. Вышел 26 сентября 1995 года.
В США альбом достиг 6 места в чарте Billboard 200 и 2 места в чарте альбомов в стиле ритм-н-блюза  Billboard Top R&B Albums.
Тогда, в 1995 году, журнал Melody Maker назвал этот альбом лучшим альбомом Принса за многие годы. А журнал Vibe написал, что это лучший альбом музыканта со времён изданного в 1987 году Sign o' the Times. Несмотря на положительные рецензии, коммерческий успех The Gold Experience был скромным.
Песня Shhh, написанная Принсем, в 1993 году уже входила в один из альбомов другого исполнителя Тевина Кэмпбелла, для которого Принс являлся одним из авторов.

## Список композиций
Все песни написаны Принсом (кроме тех, у которых в списке указан автор).
1. «P Control» — 5:59
2. «NPG Operator» — 0:10
3. «Endorphinmachine» — 4:07
4. «Shhh» — 7:18
5. «We March» (Prince, Nona Gaye) — 4:49
6. «NPG Operator» — 0:16
7. «The Most Beautiful Girl in the World» — 4:25
8. «Dolphin» — 4:59
9. «NPG Operator» — 0:18
10. «Now» — 4:30
11. «NPG Operator» — 0:31
12. «319» — 3:05
13. «NPG Operator» — 0:10
14. «Shy» — 5:04
15. «Billy Jack Bitch» (Prince, Michael B. Nelson) — 5:32
16. «Eye Hate U» — 5:54
17. «NPG Operator» — 0:44
18. «Gold» — 7:23